# Woippy im Zweiten Weltkrieg
Woippy im Zweiten Weltkrieg beschreibt das Schicksal der kleinen lothringischen Gemeinde Woippy im  Département Moselle, die nach dem Waffenstillstand von Compiègne (1940) im CdZ-Gebiet Lothringen lag, unter deutscher Verwaltung stand und eingedeutscht werden sollte. Der Ort trug bis zum Ende des Zweiten Weltkriegs – wie schon von 1915 bis 1918 –  den deutschen Namen Wappingen, war Standort zweier Rüstungsbetriebe und von Herbst 1943 bis August/September 1944 Standort eines der SS unterstehenden Internierungslagers.

## Woippy 1940 – 1944
Schon wenige Monate nach der Besetzung des Departements Moselle wurden im November 1940 von der deutschen Zivilverwaltung  missliebige französischsprachige Lothringer in die vom Vichy-Regime beherrschte Unbesetzte Zone evakuiert. In Woippy traf dieses Schicksal einige Bewohnerinnen und Bewohner bereits im August 1940, die meisten dann zwischen dem 16. und dem 22. November 1940. Insgesamt wurden etwa 500 Menschen – ein Viertel der damaligen Bevölkerung von Woippy – in die Departements Tarn und Haute-Garonne zwangsumgesiedelt.
Diejenigen, die bleiben durften, wurden aufgefordert, sich als Volksdeutsche zu bekennen. Unter Berufung auf Archivmaterialien geht Brasme allerdings davon aus, dass in Woippy nur 200 Personen „das Glaubensbekenntnis zum Führer und zum deutschen Volk“ abgelegt haben, etwa 10 % der Ortsbewohner. Mit oder ohne dieses Bekenntnis zum deutschen Volkstum: Auf die Einberufung zum Reichsarbeitsdienst oder zum Einsatz als Malgré-nous im Dienste der Wehrmacht hatte das keinen Einfluss, weshalb auch viele Männer aus Woippy zwangsverpflichtet wurden.
Am 21. April 1941 verlegte die Schraubenfabrik Hobus Werke aus Schwarzenbek bei Hamburg ihren Sitz nach Metz und errichtete in Woippy an der Route de Thionville eine Fertigungsanlage für Präzisionsschrauben für Flugzeugmotoren, Propeller und weitere Flugzeugteile. (Lage) Von den sechs neuen Werkshallen wurden zwei von den V.D.M. (Vereinigten Deutschen Metallwerken) genutzt, die ebenfalls Zulieferer der deutschen Luftwaffe waren. Die Arbeitskräfte der Hobus Werke waren zu 80 % Frauen und wurden direkt in der Region Metz rekrutiert. Zusätzlich wurden russische, ukrainische, polnische und jugoslawische Zwangsarbeiter eingesetzt. Einige von ihnen kamen aus dem im September 1943 eingerichteten Gefangenenlager Camp de Woippy.
In Woippy gab es Männer und Frauen, die sich im Widerstand engagierten und dafür nicht selten verhaftet oder in deutsche Konzentrationslager deportiert wurden. Ihr Widerstand richtete sich direkt gegen die Besatzer oder diente der Unterstützung der Flucht von jungen Lothringern, die sich den Einberufungen und Zwangsverpflichtungen durch die Deutschen entziehen wollten, oder entflohener französischer Gefangener und Juden. Organisiert waren sie in verschiedenen Widerstandsgruppen, häufig auch in der im Moselgebiet sehr aktiven Groupe Mario, der hauptsächlich kommunistische Aktivisten und Gewerkschafter angehörten.
Die Hobus Werke wurden durch eine eigene Flak-Stellung gesichert, was jedoch nicht die Zerstörung der Fabrik durch alliierte Bombenangriffe am 27. Mai und 18. August 1944 verhindern konnte. Im September 1944 verfügten die Besatzer die Evakuierung von Woippy. Wer nicht in die Wälder flüchten oder sich anderweitig verstecken konnte, wurde nach Deutschland deportiert. Am 16. November 1944 marschierten amerikanische Truppen in Woippy ein – in ein zu dem Zeitpunkt nahezu ausgestorbenes Dorf.
Die Häuser von Woippy waren in den Kriegsjahren größtenteils zerstört oder beschädigt worden. Es gab etwa 200 beschädigte Häuser und viele Vertriebene,  die nach und nach zurückkehrten und ebenfalls eine Unterkunft suchten. Auch der Erdbeeranbau, eine der wichtigsten landwirtschaftlichen Erwerbsquellen von Woippy war weitgehend zerstört und musste erst wieder aufgebaut werden. Dies gelang, doch das Dorf verwandelte sich in der Folge in eine Stadt, „die auch heute noch zu den dynamischsten und lebendigsten in der Region Metz zählt“.

### Camp de Woippy
Das Camp de Woippy („Gestapo-Lager Wappingen“) wurde im Herbst 1943 nahezu zeitgleich mit dem Sonderlager „Feste Goeben“ (Fort de Queuleu) errichtet und unterstand wie dieses Anton Dunckern, SS-Brigadeführer und Kommandeur der Sicherheitspolizei Lothringen-Saarpfalz. Kommandant in Woippy war der SS-Obersturmführer Fritz Kirchdorfer.
Das Lager, an dessen ungefähren Standort heute nur noch eine Gedenktafel erinnert (Lage), bestand aus zwei Baracken mit je etwa zehn Räumen, in denen 1.400 bis 1.600 Häftlinge (Männer) untergebracht werden konnten. Antoine Gris, der erst im August 1944 in das Lager eingeliefert worden war, spricht in seinen Erinnerungen allerdings „von etwa zehn Baracken […] im Stil aller anderen Konzentrationslager. Wir sind etwa 600 Personen“.
Insgesamt waren in Woippy „zwischen November 1943 und 1. September 1944 4336 Widerstandskämpfer, Wehrdienstverweigerer, Kriegsgefangene, Deserteure und Geiseln gefangen“. Unter ihnen waren mindestens 464 Moselaner, die selber im Widerstand aktiv waren oder sich der Einberufung durch die deutsche Wehrmacht entzogen. Für diese „Réfractaires“ (Fahnenflüchtigen) nahmen die Deutschen Familienangehörige als Geiseln, und aus diesem Grund befanden sich zum Beispiel über 120 Personen aus Longeville-lès-Saint-Avold im Lager. Von diesen Geiseln kamen etwa 40 in Konzentrationslagern ums Leben, und auch für viele der übrigen Gefangenen war Woippy nur ein kurze Durchgangsstation vor der Deportation.
In einem separaten Lagerteil waren die sowjetischen Kriegsgefangenen interniert, die für die Hobus Werke arbeiten mussten.
Zwischen dem 27. August und dem 4. September 1944 gaben die Deutschen das Lager auf, begleitet von Deportationen und Massenerschießungen. Etwa 150 sowjetische Kriegsgefangene wurden am 28. August 1944 weggebracht und wahrscheinlich in der Nähe erschossen und verscharrt. Ihre Knochen wurden im April 1963 in Metz-Nord bei Planierungsarbeiten an der Autobahn Metz-Thionville entdeckt. Ihre Leichen wurden auf dem Nationalfriedhof Metz-Chambière bestattet, wo ihrer auch auf einer Gedenktafel gedacht wird.
Insgesamt verlief die Aufgabe des Lagers sehr chaotisch. Ein Teil der Gefangenen wurde noch in das Lager Neue Bremm und von dort in ein Konzentrationslager gebracht, während in der Nacht zum 1. September die deutschen Wachleute flohen und etwa 550 Häftlinge zurückließen. Diesen wurde von einem Mann aus Woippy, Pierre Kopp, zur Freiheit verholfen, so dass etwa 150 Gefangene sofort fliehen konnten. Am 4. September 1944 kehrten die Deutschen noch einmal zurück. Das Lager war nun leer, da es inzwischen von Widerstandskämpfern befreit worden war. Auf Pierre Kopp wurde ein Kopfgeld ausgesetzt, und nach einer Denunziation wurde er am 29. Oktober 1944 in Metz verhaftet. Die bald danach erfolgte Befreiung von Metz rettete ihm das Leben.
„Der Lagerführer, SS-Sturmführer Kirchdorfer, wurde 1948 vom Militärgericht Metz zu 20 Jahren Haft verurteilt, aber nach wenigen Jahren vorzeitig entlassen. Sein Vorgesetzter Anton Dunckern, SS-Brigadeführer und Kommandeur der Sicherheitspolizei Lothringen-Saarpfalz, wurde 1952 vom Militärgericht in Metz zu 20 Jahren Haft verurteilt, 1954 vorzeitig entlassen und konnte danach - weitgehend unbehelligt -  eine erfolgreiche Anwaltskarriere in München beginnen.“